# Afrocyclops sparsa
Afrocyclops sparsa – gatunek widłonoga z rodziny Cyclopidae. Nazwa naukowa gatunku została po raz pierwszy opublikowana w 1974 roku przez francuskiego zoologa-limnologa Bernarda Henriego Dussarta.